# Reinhold Schöll
Reinhold Schöll (* 23. Oktober 1955 in Allersberg) ist ein ehemaliger deutscher Fußballspieler.

## Karriere
Schöll begann mit dem Fußballspielen beim Sportverein DJK Allersberg. Später wechselte er in die Jugendabteilung des 1. FC Nürnberg, mit der er 1974 deutscher A-Jugend Meister wurde. Bis zur Saison 1983/84 spielte  Schöll für die Nürnberger. Mit dem Club schaffte er zweimal den Aufstieg in die Bundesliga.
Seine Karriere endete aus gesundheitlichen Gründen.